# Авяк (деревня)
Авяк — деревня в Знаменском районе Омской области. Входит в состав Завьяловского сельского поселения.

## История
Основано в 1824 г.[уточнить] В 1928 г. состояло из 126 хозяйств, основное население — русские. Центр Авякского сельсовета Знаменского района Тарского округа Сибирского края.

## Население
| 1926 | 2002 | 2010 |
| ---- | ---- | ---- |
| 653  | ↘309 | ↘255 |